# Haus Leydhecker
Das Haus Leydhecker im Prinz-Christians-Weg 7 ist ein Bauwerk in Darmstadt.

## Geschichte und Beschreibung
Das Haus Leydhecker wurde in den Jahren 1902 bis 1904 nach Plänen des Architekten Friedrich Pützer erbaut. Auftrag- und Namensgeber war der Oberstleutnant a. D. Karl Leydhecker. Das Wohnhaus wurde nach dem Vorbild englischer Landhäuser mit einem tief heruntergezogenem Dach errichtet.
Im Jahre 1944 wurde das am Südhang der Mathildenhöhe gelegene Gebäude bei einem Luftangriff weitgehend zerstört.
Danach erfolgte ein vereinfachter Wiederaufbau.
Im Original erhalten geblieben ist der Sockel des Hauses mit dem reichen Bossenwerk und Ziergitter an den Fenstern.
Erhalten geblieben ist auch die aus bossierten Steinen errichtete Toranlage, ein mit Reliefdekor kunstvoll gearbeitetes Tor, Teile der mit Ornamentplatten geschmückten Einfriedung und das Gartenhaus an der Erbacher Straße.
Der Architekt näherte sich mit dem Entwurf des Hauses und der Außenanlagen in seinen Kleinformen dem Jugendstil an.

## Denkmalschutz
Aus architektonischen, baukünstlerischen und stadtgeschichtlichen Gründen steht das Anwesen unter Denkmalschutz.